# Cool Dimension
Cool Dimension (Kūru dimenshon) è un film del 2006, diretto da Ishii Yoshikazu.

## Trama
Shiori, Mika e Junko sono tre killer, esperte di arti marziali e hackeraggio, che lavorano per un uomo misterioso e indossano dei vestiti di pelle attillati.
Le tre ragazze devono cercare un politico che vive in clandestinità, e ucciderlo. Le cose però si complicano una volta trovato l'uomo, dato che tra le ragazze si nasconde una traditrice.

## Titoli alternativi
Il film è conosciuto anche con i titoli Cool Dimension Sexy Assassin, Cool Dimension: Innocent Assassin, Innocent Assassin: Cool Dimension.